# جو فاسكونسيلوس
جو فاسكونسيلوس هو كاتب أغاني برازيلي، ولد في 14 ديسمبر 1966 في ريو دي جانيرو في البرازيل.